# Wolf Point
Wolf Point – miasto w Stanach Zjednoczonych, w stanie Montana, siedziba administracyjna hrabstwa Roosevelt.